# 박보람
박보람(1994년 3월 1일~2024년 4월 11일)은 대한민국의 가수이다. 2010년 《슈퍼스타K 2》에 참가해 TOP 8까지 진출했으며, 2014년 싱글 〈예뻐졌다〉를 발매하며 정식 데뷔했다.
1994년 3월 1일 강원도 춘천시에서 태어나 자랐다. 2010년 춘천실업고등학교 1학년에 재학 중 Mnet의 오디션 프로그램 《슈퍼스타K 2》에 참가했다. 최종 TOP 8까지 진출했고, 이후 젤리피쉬 엔터테인먼트의 연습생으로 계약했다. 이후 MMO로 소속사를 옮긴 뒤, 2014년 8월 싱글 〈예뻐졌다〉를 발매하고 SBS 인기가요에서 정식으로 데뷔했다. 2024년 4월 11일 밤, 향년 30세로 갑작스럽게 사망했다. 장례식장은 4월 15일 오후 3시 서울아산병원 21호실에 마련되었고 화장을 마친 고인의 유해는 동산공원에 안장되었다.

## 학력
- 동춘천초등학교 (졸업)
- 봉의여자중학교 (졸업)
- 춘천한샘고등학교 (졸업)

## 음반 목록
| 제목                                | 연도      | 앨범                                       |                       |      |          |
| ----------------------------------- | --------- | ------------------------------------------ | --------------------- | ---- | -------- |
| 제목                                | 연도      | 앨범                                       | 예뻐졌다 (Feat. ZICO) | 2014 | 예뻐졌다 |
| 연예할래                            | 2015      | CELEPRETTY                                 |                       |      |          |
| 슈퍼바디 (SUPERBODY)                | 2015      | 슈퍼바디 (SUPERBODY)                       |                       |      |          |
| 미안해요                            | 2015      | 미안해요                                   |                       |      |          |
| Dynamic Love                        | 2016      | Dynamic Love                               |                       |      |          |
| 넌 왜? (Feat. 서사무엘)             | 2017      | ORANGE MOON                                |                       |      |          |
| 애쓰지 마요                         | 2018      | 애쓰지 마요                                |                       |      |          |
| 괜찮을까                            | 2018      | 괜찮을까                                   |                       |      |          |
| 한 잔만 더 하면                     | 2018      | 한 잔만 더 하면                            |                       |      |          |
| 나를 사랑하지 않는 나에게           | 2018      | 나를 사랑하지 않는 나에게                  |                       |      |          |
| 참여곡                              |           |                                            |                       |      |          |
| 이별이야기                          | 2010      | 슈퍼스타K 2 Top11 Part 1                   |                       |      |          |
| The Dreamers(슈퍼스타K 2)           | 2010      | 슈퍼스타K2 Up To 11                        |                       |      |          |
| 세월이 가면                         | 2010      | 슈퍼스타K2 Up To 11                        |                       |      |          |
| 두근두근 (with 김소정, 이보람)      | 2010      | 장난스런 키스 특별판 OST Part 1            |                       |      |          |
| 같이 살자 (with 김지수)             | 2010      | 야차 Meets 슈퍼스타K2                      |                       |      |          |
| 언제까지나                          | 2011      | 49일 OST Part 5                            |                       |      |          |
| Falling                             | 2015      | 하이드 지킬, 나 OST Part 1                 |                       |      |          |
| 예쁜사람 (with 이현)                | 2015      | 예쁜사람                                   |                       |      |          |
| 일초가 한시간 (with 에릭남)         | 2015      | 썸남썸녀 OST Part 3                        |                       |      |          |
| 혜화동 (혹은 쌍문동)                | 2015      | 응답하라 1988 OST Part 4                   |                       |      |          |
| 보통연애 (Feat.박보람)              | 2015      | 박경(Kyung Park) 싱글                      |                       |      |          |
| The Name                            | 2016      | 투유 프로젝트 - 슈가맨 part.26             |                       |      |          |
| 미워도 사랑하니까                   | 2016      | 복면가왕 59회                              |                       |      |          |
| 나란놈이란                          | 2016      | 복면가왕 60회                              |                       |      |          |
| 거짓말이라도 해줘요                 | 2016      | W OST Part 2                               |                       |      |          |
| 집으로 (Prod. By 바이브X킹밍)       | 2016      | 노래의 탄생 TRACK 4                        |                       |      |          |
| Isn`t She Lovely                    | 2017      | 내성적인 보스 OST Part.4                   |                       |      |          |
| 운명처럼                            | 2017      | 맨투맨 OST Part.2                          |                       |      |          |
| 인`썸`니아                          | 2017      | Story About : 썸, 한달 Episode 5           |                       |      |          |
| 혼자만의 비밀                       | 2017      | 불후의 명곡 - 전설을 노래하다 (더 블루 편) |                       |      |          |
| 꿈만 같아                           | 2017      | 슬기로운 감빵생활 OST Part.3               |                       |      |          |
| Yesterday                           | 2017      | 멈추고 싶은 순간 : 어바웃타임 OST Part.2   |                       |      |          |
| 말려줘 (Feat. 릴보이 of 긱스)       | 2018 2024 | 말려줘                                     |                       |      |          |
| #결별 (with 길구봉구) 보고싶다 벌써 | 2018 2024 | #결별 보고싶다 벌써                        |                       |      |          |

## 방송
- 2010년 Mnet 《슈퍼스타K 2》
- 2014년 KBS1 《사랑의 리퀘스트》
- 2014년 KBS2 《가족의 품격 풀하우스》
- 2015년 KBS2 《대국민 토크쇼 안녕하세요》
- 2016년 KBS2 《본분 금메달》
- 2016년 KBS2 《유희열의 스케치북》
- 2016년 JTBC 《투유 프로젝트 - 슈가맨》
- 2016년 MBN 《사랑해》
- 2016년 MBC 《미스터리 음악쇼 복면가왕》 - 나 완전히 새됐어!
- 2016년 SBS 《백종원의 푸드트럭》
- 2017년 E채널 《식식한 소녀들》
- 2018년 OLIVE 《원나잇 푸드트립 : 언리미티드》
- 2019년 MBC 《다시 쓰는 차트쇼 지금 1위는》
- 2020년 MBC 《미스터리 음악쇼 복면가왕》 - 황금가면 쓰고 태어났다! 가창력 금수저

## 뮤직비디오
- 2015년 마마무 〈음오아예 (Um Oh Ah Yeh)〉

## 수상 경력
- 2015년 제4회 가온 차트 K-POP 어워드 올해의 가수상 음원부문 8월